# Xudadat bəy Məlik-Aslanov
Xudadat bəy Məlik-Aslanov (en azerbaiyano: Xudadat bəy Məlik-Aslanov) (abril de 1879, Taynaq, Shusha – 23 de julio de 1935, Bakú) fue un político y científico azerbaiyano.

## Biografía
Khudadat bey Malik-Aslanov nació en 1879 en la aldea Tugh de Shusha en la familia Malik Aslan, fundador del género Aghabey. Estudió en la escuela real de Shusha. En 1904 se graduó en el Instituto de ingenieros de telecomunicación. Después trabajó en San Petersburgo, y en 1905 se trasladó a Tiflis.
Después de la revolución del febrero en Rusia del 1917 Khudadat bey Malik-Aslanov fue nombrado como el representante del Gobierno Temporal en el Ferrocarril Transcaucasia (Tbilisi). En el abril del 1918 fue nombrado ministro del transporte ferroviario de la República Federal Socialista Soviética de Transcaucasia. Después de proclamación de la República Democrática de Azerbaiyán en el mayo del 1918 Khudadat bey Malik-Aslanov fue un miembro del gobierno. En el primer gobierno el fue el ministro encargado del transporte ferrocarril, del correo y telégrafo. También Khudadat bey fue el miembro del Parlamento de la República Democrática de Azerbaiyán. Él no era miembro de ningún partido político, pero era simpatizante del partido azerbaiyano "Musavat".
El 11 de junio de 1919 fue nombrado el Adjunto Principal del Comité Estatal de Defensa. En 1919 Khudadat bey encabezó la comisión especial para la elaboración del proyecto del cambio de la lengua azerbaiyana al alfabeto latino. 
Desde 1930 Khudadat bey fue objeto de represalias. Por primera vez fue detenido y encarcelado en 1930. En 1934 fue encarcelado de nuevo. Murió en 1935 en prisión.  